# Regent's Park

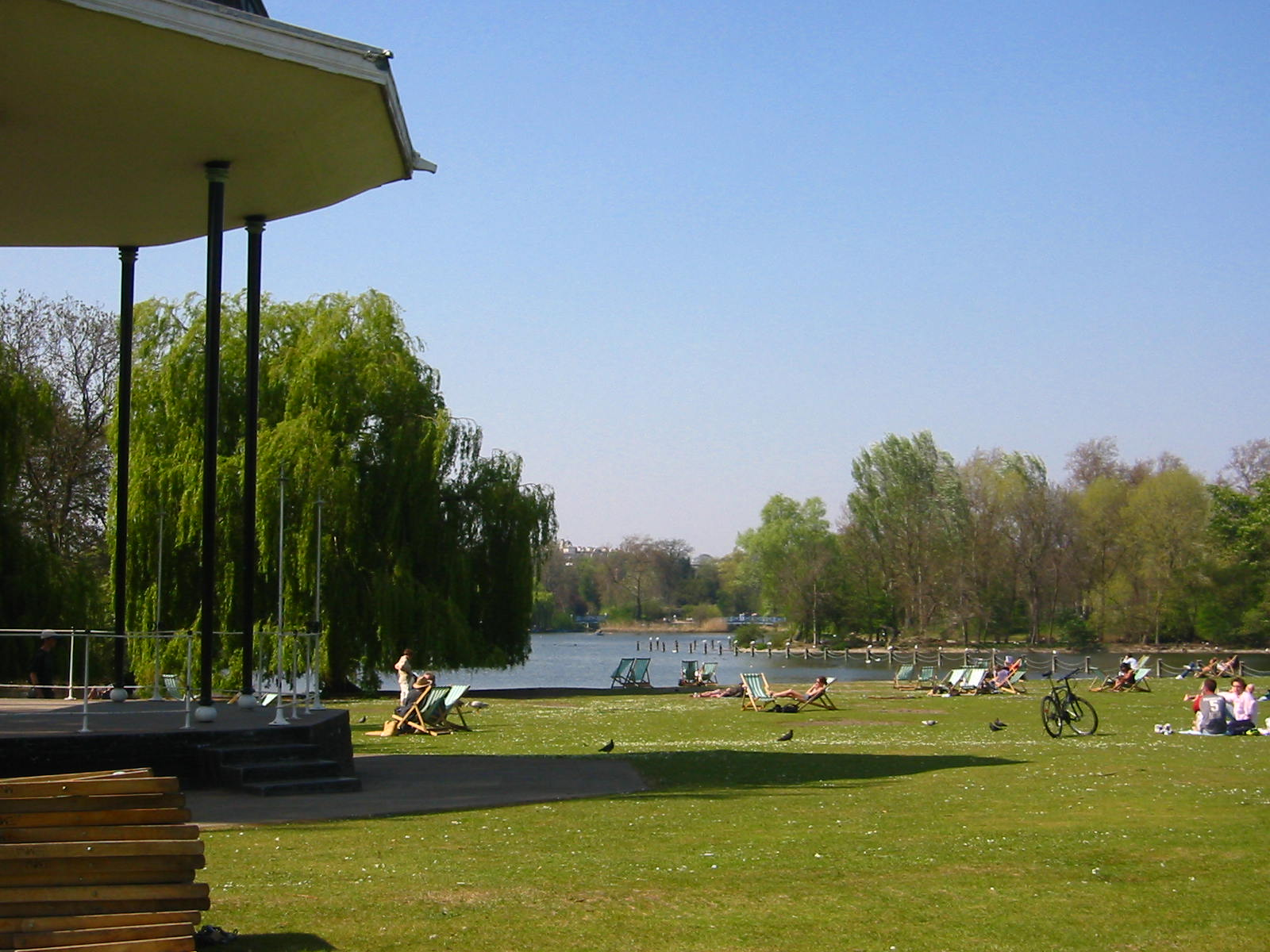
Padiglione e laghetto a Regent's Park

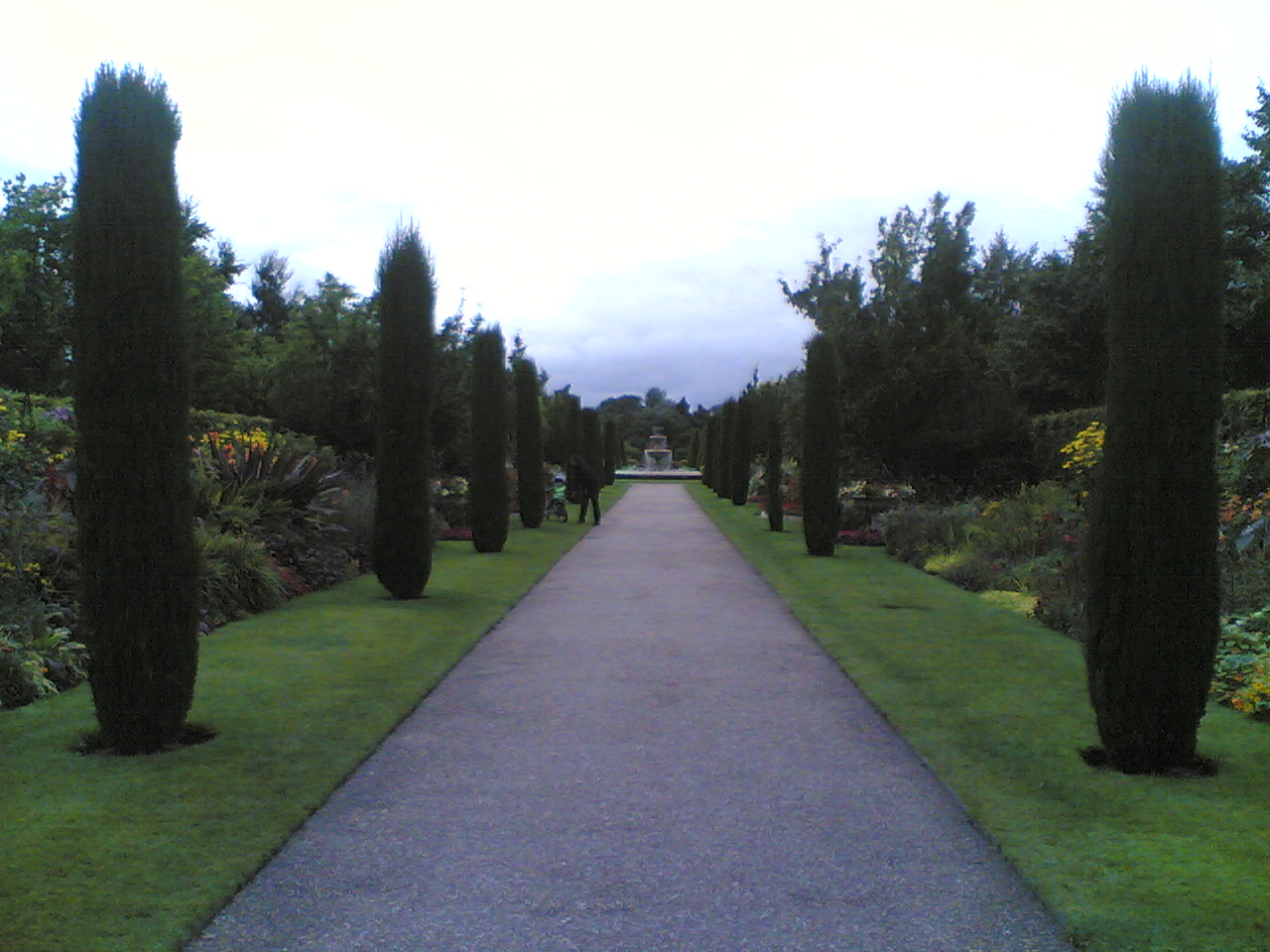
Una delle entrate di Regent's Park

Regent's Park, ufficialmente The Regent's Park ("Il parco del Reggente"), è uno dei Parchi Reali di Londra, ed è situato nella parte settentrionale del centro londinese. È attraversato da un confine municipale, segnato dal sentiero pedonale Broad Walk; il parco si trova prevalentemente nella zona di Westminster, ma la parte orientale si trova nel distretto di Camden. È percorso da due strade circolari concentriche, chiamate rispettivamente Outer Circle ed Inner Circle. Si tratta di un parco ottocentesco assai noto, il cui progetto iniziale è stato realizzato da John Nash su commissione del principe reggente, poi divenuto re, Giorgio IV, in un'area precedentemente abbandonata, e rappresenta la conclusione della sistemazione urbanistica di Regent Street. Ai confini nordorientali di questo parco si trova il London Zoo. Il Regent's Park avrebbe dovuto ospitare, nel 2012, la partenza e l'arrivo della corsa ciclistica su strada della XXX Olimpiade, ma successivamente fu cambiato il programma.

## Storia
I confini occidentali di Londra avevano ormai raggiunto un'ampia tenuta regale, che il Principe Reggente Giorgio IV desiderava trasformare in un parco dove trovasse posto un nuovo palazzo. John Nash disegnò diversi progetti al fine di tradurre le idee di architettura di paesaggio elaborate da Humphrey Repton in un contesto cittadino, fino a che nel 1811 vennero approvati i suoi progetti perché al posto di coprire Marylebone con una scacchiera di strade e piazze, come avevano proposto Leverton e Chawner, Nash si fa interprete dell'amore dei londinesi per la vita rurale. Il miglior modo per sviluppare la nuova zona fu per lui quello di trasformarla in un parco pittoresco disseminato di ville con gruppi irregolari di  terraces nascosti tra gli alberi abbandonando così il progetto di palazzo reale.
In realtà il primo progetto di Nash copriva una larga parte dello spazio disponibile con una piazza, due circus e due strade; tutto ciò chiaramente derivato dal progetto urbanistico dei Wood a Bath del 1729-75.
Nel 1812 si inizia a costruire la metà sud del circus all'estremità settentrionale di Portland Place.

## Architettura
Nella parte meridionale del parco Nash progetta una serie di abitazioni a schiera, disposte a terrazza, in modo tale che ciascuna di esse potesse godere della vista sul parco, che restava almeno per la metà a verde pubblico. Nella parte meridionale del parco una sistemazione di case a forma semicircolare, i crescents, detta Park Crescent, introduce alla Regent Street, la strada di collegamento del parco con la residenza del reggente.
Sul bordo ovest del parco, si trova la casa Winfield House, nel suo giardino privato; questa casa è la residenza ufficiale del ambasciatore statunitense al Regno Unito. Anche ad ovest del parco si trova la moschea centrale di Londra, con la sua cupola d'oro ed il suo minareto, entrambi elementi distintivi.

## Regent Street
La nuova strada avrebbe dovuto correre lungo la linea di divisione fra il misero disordine di Soho a est e l'eleganza di Mayfair a ovest. Non ha un tracciato rettilineo, gli snodi sono dovuti a preesistenze architettoniche o proprietà terriere possedute da nobili che Nash evita di invadere. Progetta e realizza fronti su portici che fiancheggiano la strada, dietro i quali gli acquirenti realizzavano liberamente le loro abitazioni. L'imponente colonnato di Henry Holland sulla facciata di Carlton House costituisce l'apice visivo all'estremo sud del progetto di Nash. La nuova strada avrebbe dovuto necessariamente seguire un percorso tortuoso. Nash segue il principio dei teorici del pittoresco, che consigliavano di sfruttare, anziché nascondere, la configurazione del terreno. È così che nasce la celebre curva di Regent Street; di qui anche la posizione scenografica della chiesa di All Souls, in Langham Place, che costringe lo sguardo a un interessante mutamento di direzione.